# Oppidum Finsterlohr

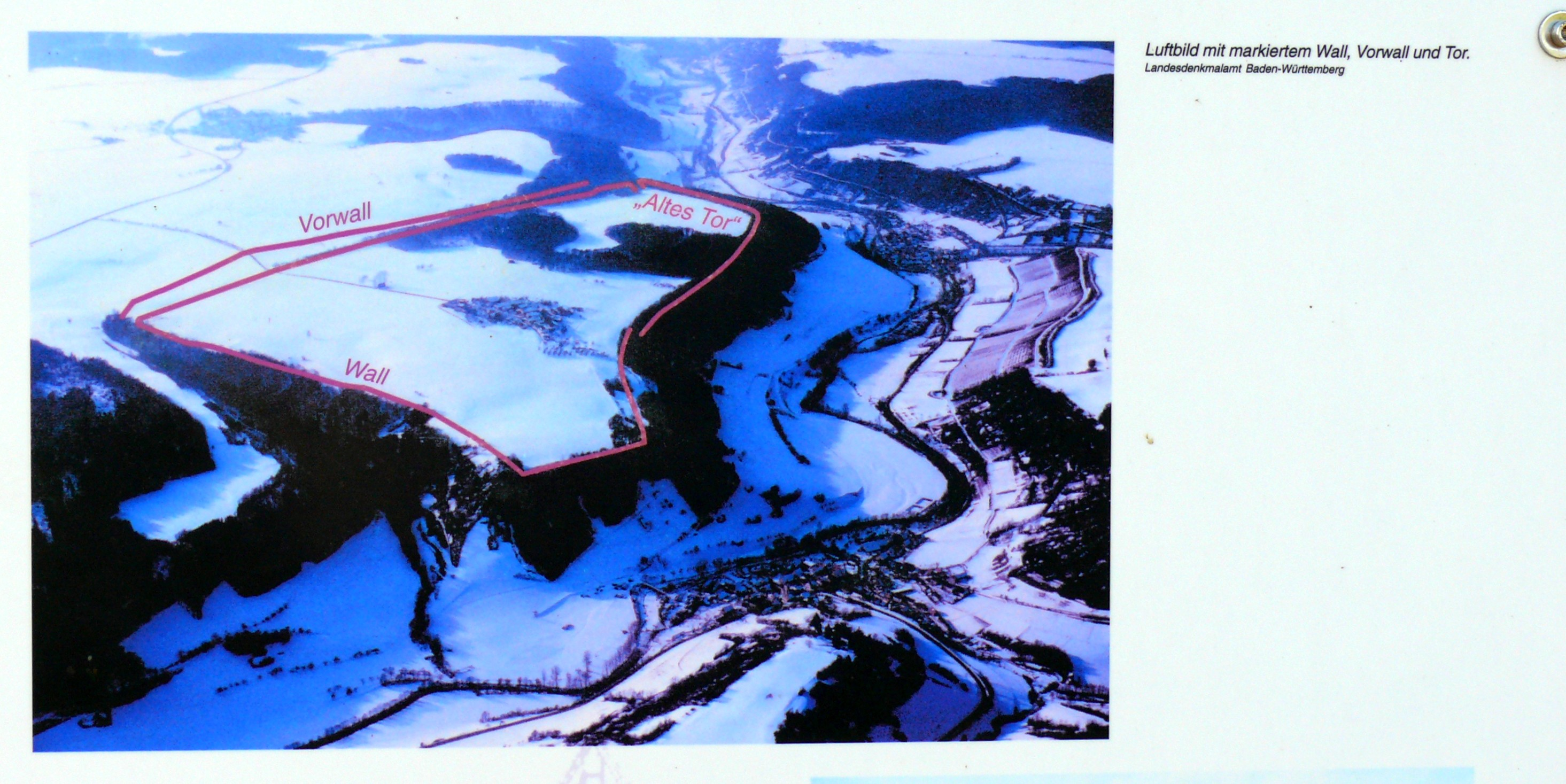
Luftbild der keltischen Befestigungsanlage Finsterlohr/Burgstall

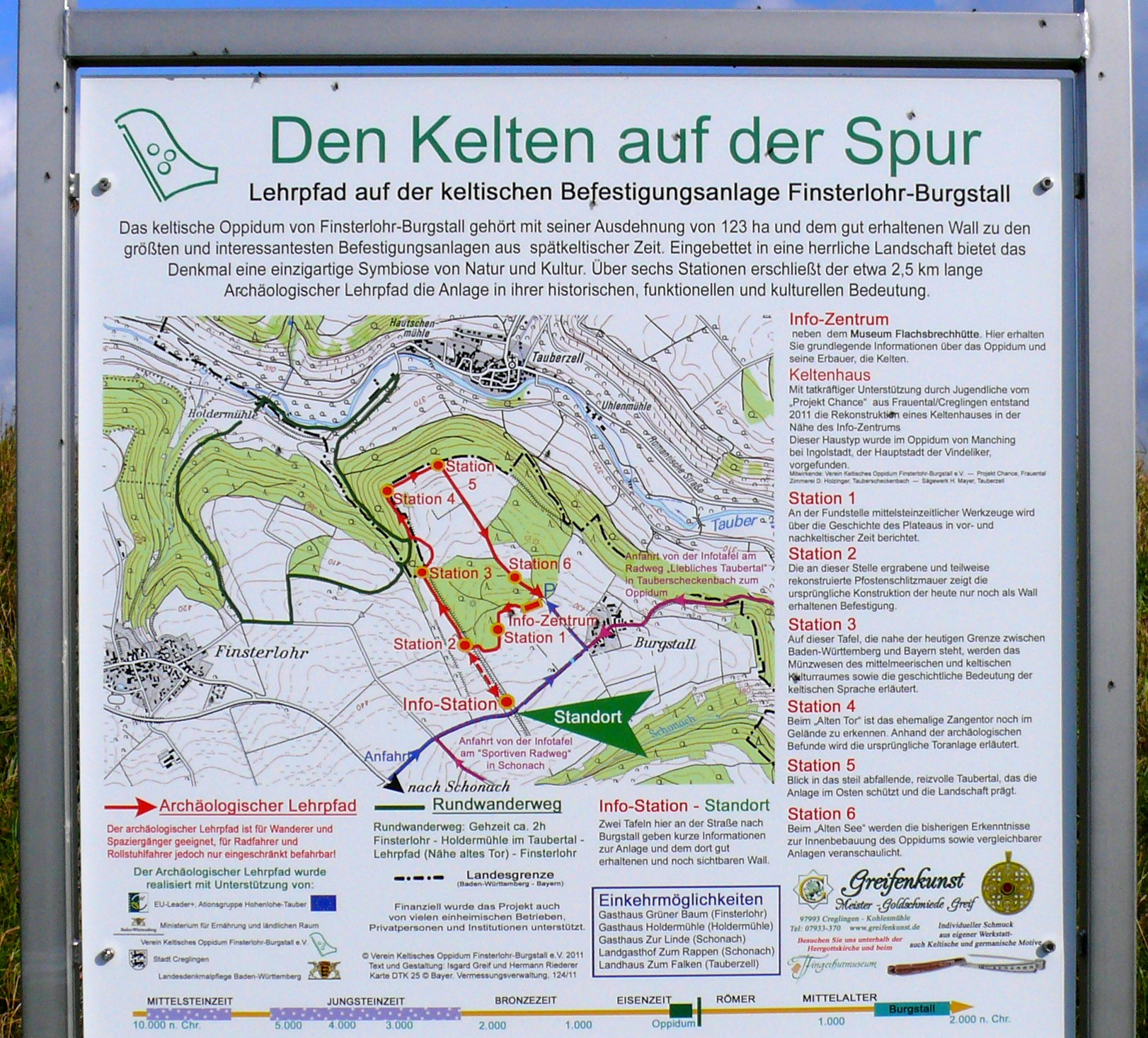
Plan der keltischen Befestigungsanlage Finsterlohr/Burgstall

Das Oppidum Burgstall bei Finsterlohr, oft auch Oppidum Finsterlohr genannt, war eine befestigte, stadtartig angelegte keltische Siedlung der La-Tène-Zeit (späte Eisenzeit) bei der Stadt Creglingen (Main-Tauber-Kreis, Baden-Württemberg). Archäologische Untersuchungen haben bisher nur in sehr beschränkten Umfang stattgefunden. Seit 2007 wird die Anlage jedoch wieder untersucht.

## Topographie

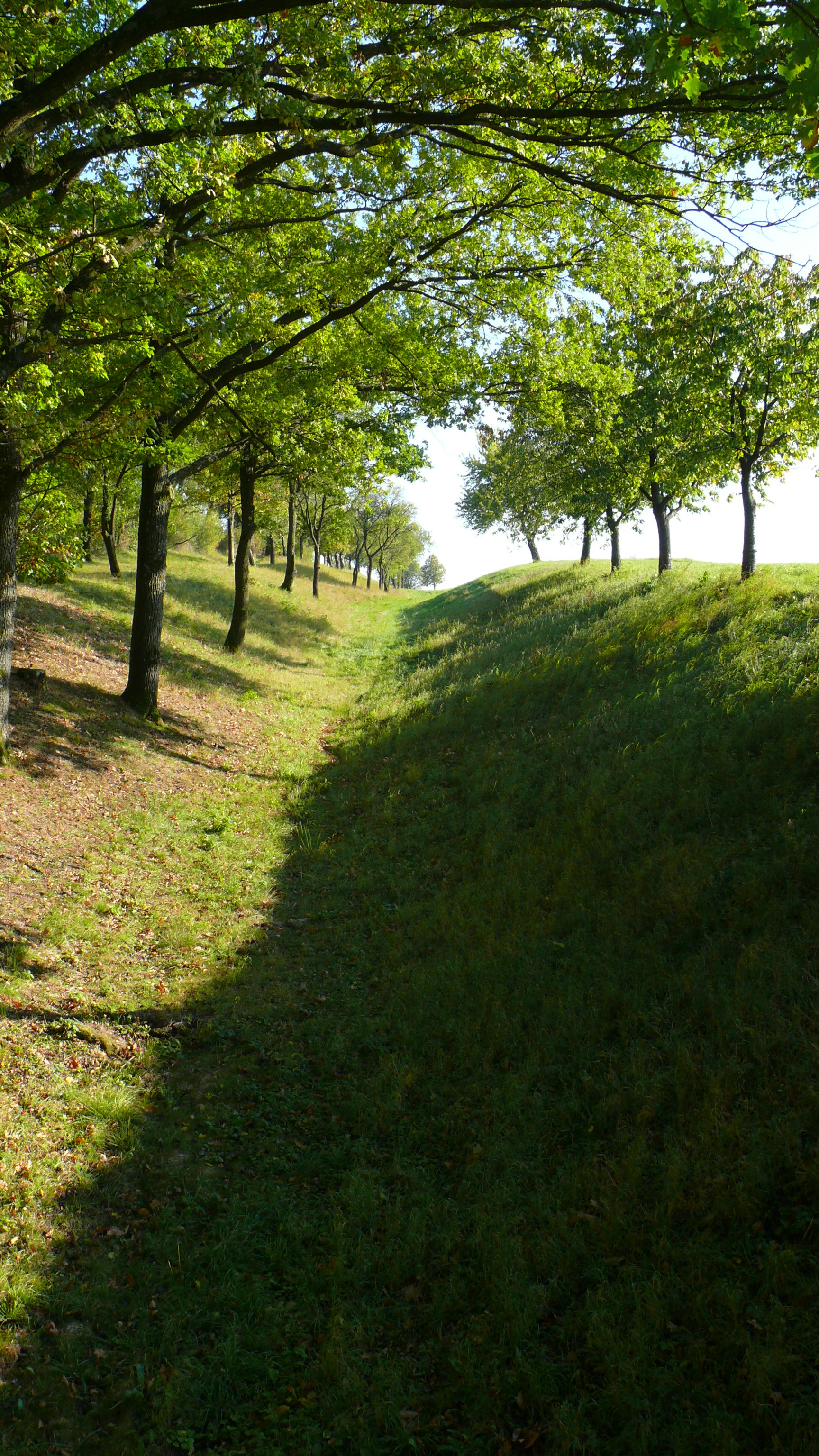
Ein Wall grenzte die Befestigungsanlage „Oppidum Finsterlohr“ von der Umgebung ab.

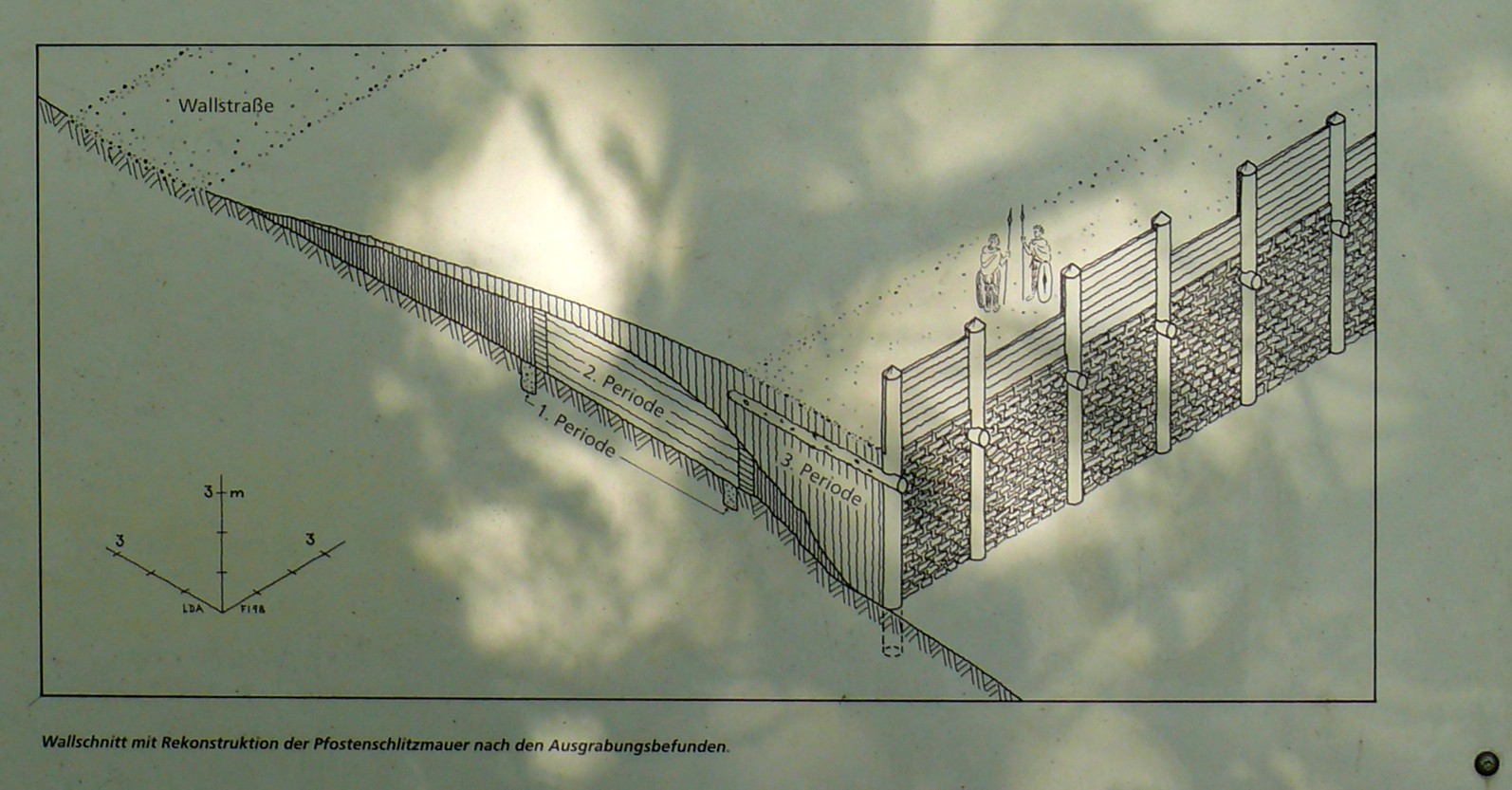
Aufbau einer Pfostenschlitzmauer

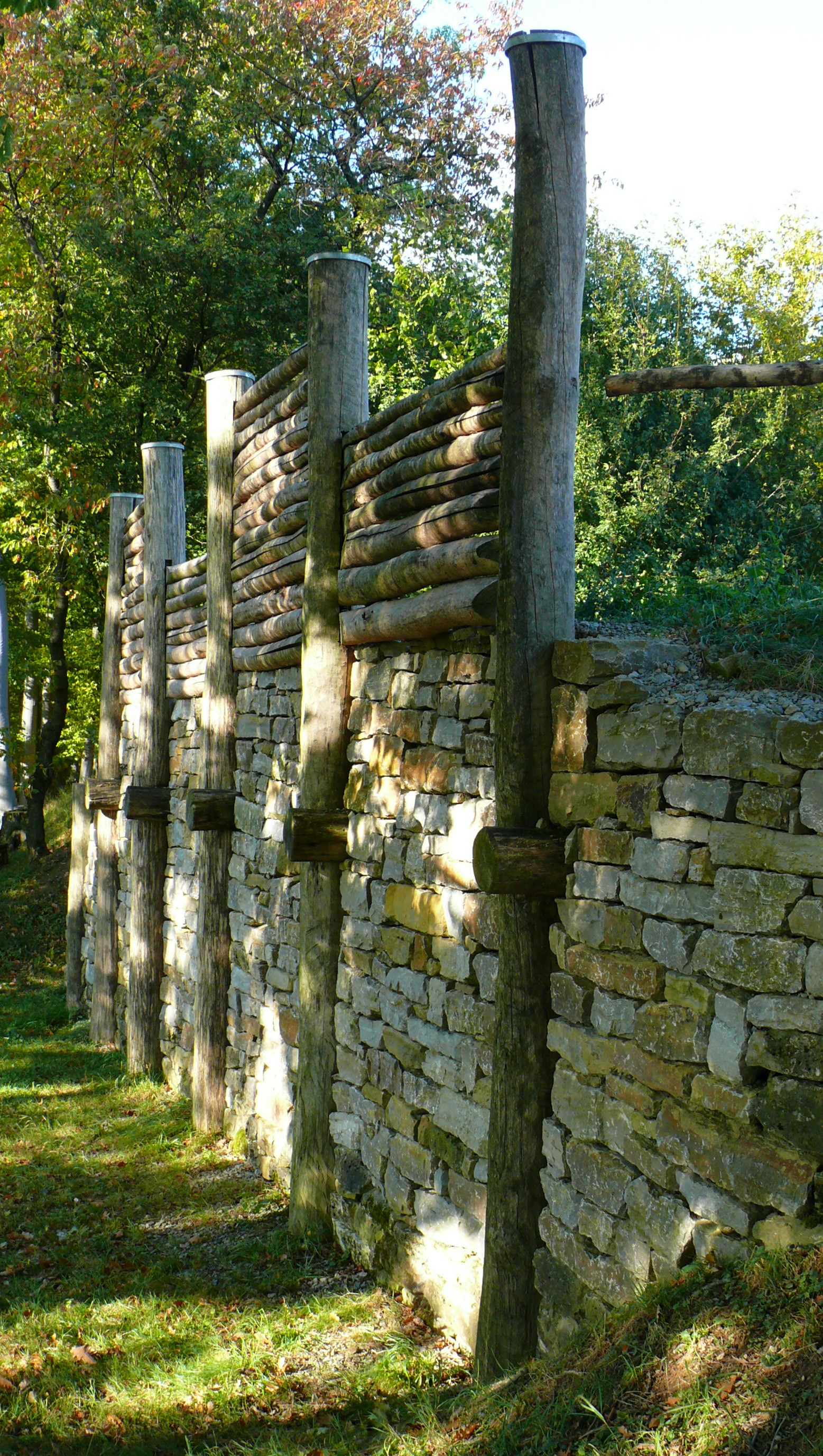
An der Rekonstruktion der Pfostenschlitzmauer in Burgstall kann man den Ursprung des Begriffes erkennen: Die Pfosten sind jeweils in eine Lücke, einen vertikalen „Schlitz“ in der Mauerfront, eingelassen.

Das Areal des Burgstalls in der Nähe des gleichnamigen Ortsteils wird an zwei Seiten vom Taubertal und im Südosten von einem Bachtal begrenzt. Die westliche Seite ist nur teilweise durch ein Tälchen von der Hochfläche abgetrennt. Hier ist der Hauptwall, der sich um die ganze Anlage herumzieht, um einen weiteren, sogenannten Vorwall ergänzt. Innerhalb der 123,5 ha großen Befestigungsanlage liegt der gleichnamige Weiler Burgstall. Der teilweise noch gut sichtbare Wall ist der Rest mächtiger Befestigungsanlagen aus Erde, Holz und Stein. Die keltischen Spuren können auf einem Lehrpfad nachempfunden werden.

## Archäologischer Lehrpfad
In der Nähe des Ortes Burgstall ist ein 2,5 Kilometer langer Lehrpfad mit sechs Stationen angelegt (siehe oben Den Kelten auf der Spur – Foto des Übersichtsplans).
- Station 1: Was war vor und nach den Kelten? An der Fundstelle mittelsteinzeitlicher Werkzeuge informiert eine Infotafel über die Geschichte des Areals.

- Station 2: Die Rekonstruktion einer Pfostenschlitzmauer zeigt die ehemalige Befestigung, die heute nur noch als Wall erhalten ist.

- Station 3: Dicht an der heute hier verlaufenden Grenze zwischen Baden-Württemberg und Bayern informiert die Tafel über das Münzwesen und die Sprache der Kelten.

- Station 4: Beim Alten Tor ist das Zangentor noch zu erkennen und durch eine Info-Tafel erläutert.

- Station 5: Ein Blick in das steil abfallende Taubertal zeigt, wie in früheren Zeiten die Befestigungsanlage durch den natürlichen Höhenunterschied geschützt war. Hier werden auch Meisterwerke der des keltischen Schmucks erläutert.

- Station 6: Beim Alten See wird über die Innenbebauung und Nutzung der keltischen Anlage informiert. Auf der Infotafel werden die Zuordnung von Herrenhöfen und Talsiedlungen zum Oppidum erwähnt. Als Beispiele aus dem täglichen Leben sind ein Webstuhl, eine Bronzepinzette und ein Nagelschneider aus Bronze abgebildet. Die Nähe der Siedlung zu Fernhandelswegen zwischen Maindreieck und Schwäbische Alb/Donau sowie die Salzgewinnung in Bad Mergentheim wird ebenso erwähnt, wie Abbildungen von keltischen Tonkrügen gezeigt werden.

„Den Wein, der von Kaufleuten eingeführt wird, gießen sie unvermischt in sich hinein … bis sie berauscht in Schlaf oder einen Zustand von Delirium fallen. … Es herrscht bei ihnen die Lehre, dass die Seelen der Menschen unsterblich sind. … Sie tragen auffällige Kleidungsstücke, Hemden in verschiedenen Farben mit Blumenmustern und lange Hosen, die sie ‚Braken‘ nennen, darüber hängen sie sich gestreifte Mäntel mit einer Schulterfibel.“

- Keltenhaus: 2011 entstand neben der Flachsbrechhütte[1] und den Infotafeln der Station der Nachbau eines Keltenhauses.

## Befestigung

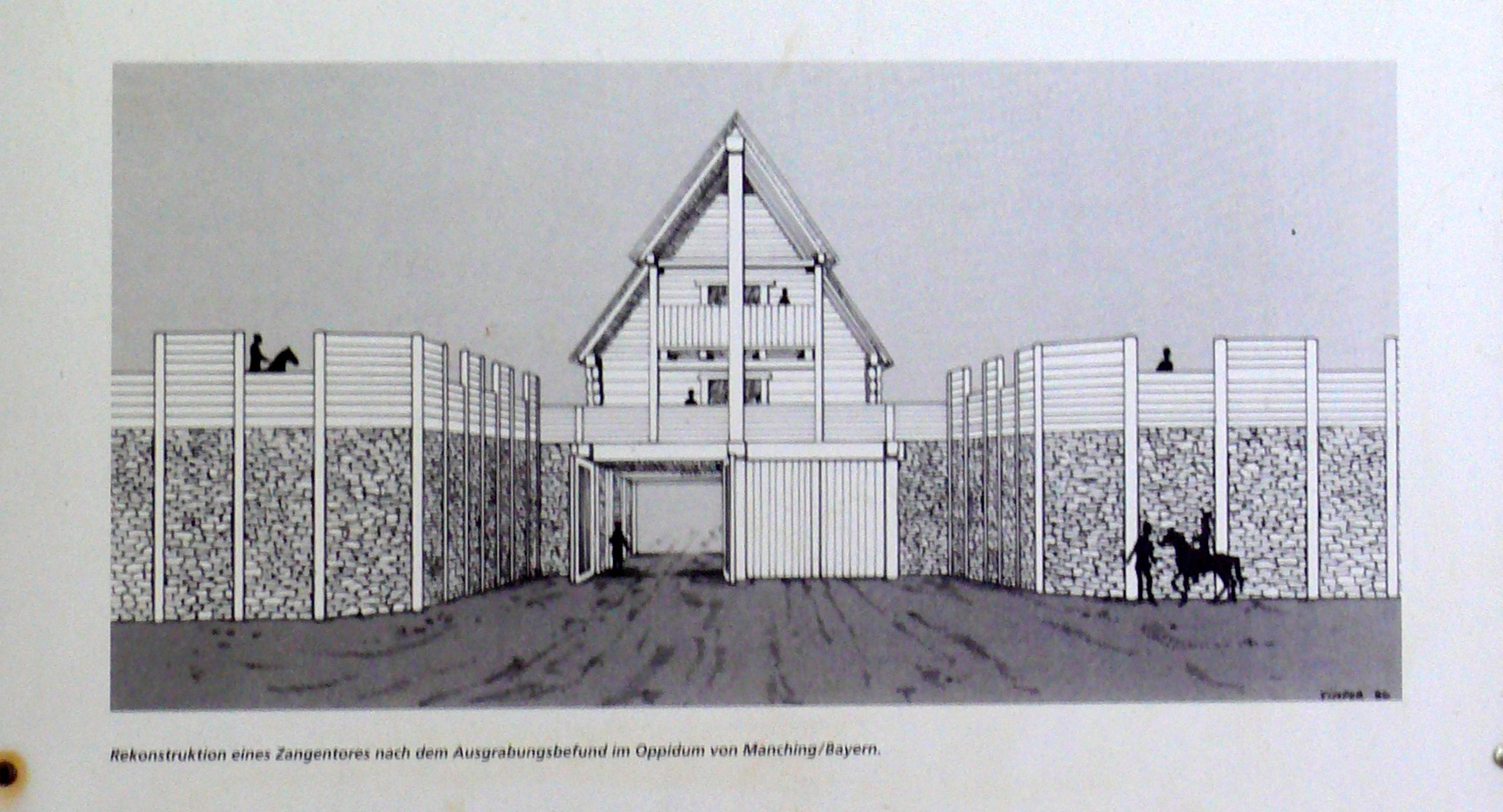
Rekonstruktionszeichnung eines Zangentores

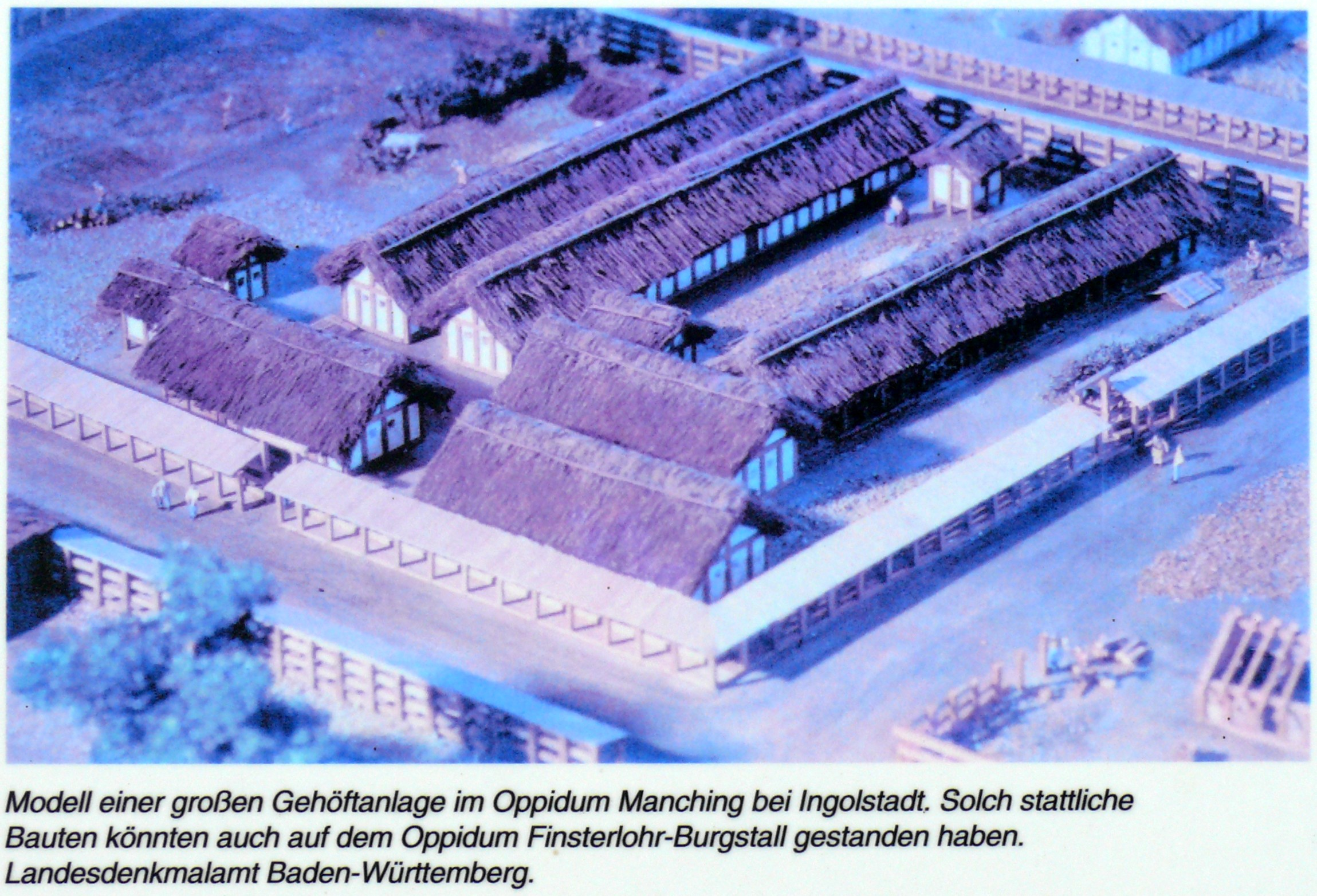
Modell einer Gehöftanlage im Oppidum Manching – So könnte es auch in Finsterlohr-Burgstall ausgesehen haben.

1929 stellte Kurt Bittel bei Grabungen im Nordwesten des Oppidums die Reste eines Zangentores fest. Der Tordurchgang bestand demnach aus zwei je 3,5 m breiten Torflügeln sowie einem begehbaren Übergang. Auf einer Schautafel ist das Tor anhand einer Rekonstruktionszeichnung für das Oppidum von Manching illustriert.
Im Zuge eines Straßenbaus wurde im Jahr 1973 ein Teil des Hauptwalls und des Vorwalls untersucht. Dabei zeigte sich am Hauptwall eine aus drei Perioden bestehende Baugeschichte. Da die Konstruktion der ersten Mauerphase nur eine begrenzte Lebensdauer besaß, wurde sie in der Periode II mit einer „Variante des echten murus gallicus“ ersetzt, jedoch ohne die typische Steinverblendung. Die letzte Phase des Hauptwalls bestand aus einer Pfostenschlitzmauer, die seit 2008 auf zwölf Meter Länge in voller Höhe rekonstruiert und in den archäologischen Lehrpfad eingegliedert ist. Der Vorwall hatte hingegen nur eine Bauphase.
Bei archäologischen Untersuchungen in den Jahren 2007 und 2008 konnte im Osten des Hauptwalles die Existenz eines weiteren Tores mit ebenfalls mehreren Bauphasen bestätigt werden.

## Nutzung
Trotz großflächiger landwirtschaftlicher Nutzung und der Bodenabtragung während des Straßenbaus konnten kaum Funde gemacht werden, die auf eine Besiedlung hinweisen könnten. Zürn betont hierbei den stellenweise bereits nach 30 cm anstehenden Fels. Angesichts des relativ häufigen Auftauchens von Regenbogenschüsselchen und keltischen Siedlungsbefunden im Umkreis des Oppidums wurde auch schon vermutet, dass es sich bei dieser Anlage um eine reine Verteidigungsanlage für Notzeiten gehandelt haben könnte. Feldbegehungen in den letzten Jahrzehnten haben an verschiedenen Stellen im Oppidum spätkeltische Lesefunde erbracht und damit das Fundbild etwas verdichtet. Bei Nachgrabungen an entsprechenden Stellen konnten zwar keine Baureste von Siedlungen festgestellt werden. Dasselbe Ergebnis ergaben allerdings auch Nachgrabungen an spätkeltischen Siedlungsfundstellen in der Umgebung des Oppidums. Daher gehen neuere Forschungen davon aus, dass die Funde eine irgendwie geartete Besiedlung anzeigen und aus dem Fehlen von Strukturen im heutigen Boden nicht auf eine Siedlungsleere geschlossen werden kann.